# Calophyllum longifolium
Calophyllum longifolium är en tvåhjärtbladig växtart som beskrevs av Carl Ludwig von Willdenow. Calophyllum longifolium ingår i släktet Calophyllum och familjen Calophyllaceae. Inga underarter finns listade i Catalogue of Life.